# Lisaine
Die Lisaine (französisch: Lizaine) ist ein Fluss in Frankreich, der in der Region Bourgogne-Franche-Comté verläuft. Sie entspringt unter dem Namen Savoyard an der Gemeindegrenze von Évette-Salbert und Errevet, nordwestlich von Belfort, im Regionalen Naturpark Ballons des Vosges, und entwässert generell Richtung Südwest bis Süd. Die Lisaine unterquert bei Frahier-et-Chatebier den niemals fertiggestellten Canal de la Haute-Saône und mündet nach rund 31 Kilometern im Stadtgebiet von Montbéliard, als rechter Nebenfluss in den Allan. Hier ist die Lisaine vollständig kanalisiert und verläuft teilweise sogar unterirdisch. Auf ihrem Weg berührt sie die Départements Territoire de Belfort, Haute-Saône und Doubs.

## Geschichte
Die Lisaine war während der dreitägigen Schlacht an der Lisaine vom 15. bis 17. Januar 1871 die Frontlinie zwischen dem deutschen XIV. Korps unter General August Graf von Werder und der französischen Ostarmee unter General Bourbaki.

## Orte am Fluss
- Errevet
- Frahier-et-Chatebier
- Chenebier
- Luze
- Héricourt
- Bethoncourt
- Montbéliard